# Élise Boghossian
Pour les articles homonymes, voir Boghossian.
Élise Boghossian, de nationalité française, est la fondatrice de l'organisation non gouvernementale EliseCare fondée en 2013, et reconnue d’utilité publique en 2015. Docteur en médecine chinoise, elle se définit elle-même comme « acupunctrice en zone de guerre ». En 2024, elle publie Les sacrifiés, chez Plon, son quatrième livre.

## Biographie

### Jeunesse et formation
Après une formation en neurosciences à l’Université Pierre et Marie Curie (Paris 6), Élise Boghossian suit un double cursus et se forme à la médecine traditionnelle chinoise en Chine. Elle suit des cours de médecine traditionnelle chinoise à l'université de Nankin et apprend l'acupuncture à l’hôpital de Hanoï au Vietnam, auprès du professeur Nguyễn Tài Thu, directeur de l’Institut national d’acupuncture.

### Activités
En 2014, à l'arrivée de Daech sur les Monts Sinjar, à Mossoul, et sur la Plaine de Ninive, témoin de l'exode massif des populations issues de minorités religieuses chrétiennes et yézidies, Elise Boghossian décide de s'implanter en Irak. Elisecare envoie ainsi son premier camion médicalisé à l'automne 2014 et permet d'assurer plus de 40 000 soins de médecine d'urgence en 6 mois. 
Face au calvaire des femmes victimes des réseaux de prostitution de Daech, l'esclavage sexuel des jeunes filles, et le trafic d'être humain, EliseCare s'associe au Tribunal du Génocide créé en Irak et met en place une seconde clinique mobile dédiée aux femmes et aux enfants victimes de violences sexuelles et de tortures, le Bus des Femmes. 

### Les activités de l'ONG
En 2017, après la libération des villages chrétiens de la plaine de Ninive, l'ONG accompagne le retour de familles de Chrétiens d'Orient dans leurs villages.
De 2018 à 2022, l’ONG contribue à la reconstruction d’enfants victimes des persécutions de l'État Islamique.Un premier dispensaire mobile au Kurdistan irakien, puis un second en janvier 2017, sont mis en place. EliseCare dispose de cinq bus équipés en matériel médical et deux dispensaires, à Erbil, Duhok, Zakho et Karacoch. En collaboration avec des médecins, les bus et les dispensaires d'EliseCare proposent des soins médicaux, de l'acupuncture aux traitements des blessures et des infections.
L'acupuncture est à la base de sa pratique médicale.
D'après EliseCare, les chiffres de l'activité sont les suivants :
| Dispensaires mobiles          | 5       |
| Dispensaires fixes            | 3       |
| Sites parcourus               | 30      |
| Soins procurés grâce aux dons | 100 000 |
| Patients soignés              | 70 000  |
| Professionnels de santé       | 40      |

La prise en charge des enfants victimes de violence et de stress psychotraumatique constitue le volet principal de l'activité de l'association.  Elisecare a continué ses collaborations et formations avec l’ONU et à déployer ses activités sur d’autres terrains de guerre et notamment le Haut-Karabakh. Deux camions médicalisés et deux ambulances ont été envoyées en Arménie durant la guerre des 44 jours en 2020,.
Par ailleurs, six camions ont été envoyés en Ukraine grâce au soutien d’une vingtaine de partenaires et Anne Roumanoff.

## Controverses
D'après Libération, des audits commandés par le Centre de crise et de soutien (CDCS) du ministère des Affaires étrangères, l’un des bailleurs de fonds de l’ONG, à deux cabinets indépendants (Frontview et Donnadieu & Associés) font apparaître de « graves anomalies » dans la gestion financière de l’ONG EliseCare et de ses activités,. 
L'ONG est mise en cause en 2019 : elle aurait couvert les viols et agressions sexuelles qu’aurait commis son chef de mission en Irak.
Élise Boghossian a contesté ces deux accusations, indiquant que des enquêtes judiciaires ont été ouvertes, et que l'une a donné lieu à un classement sans suite, l'autre à un non-lieu,,.

## Publications
En 2015, Élise Boghossian a publié un livre aux éditions Robert Laffont intitulé Au royaume de l'espoir, il n'y a pas d'hiver, qui relate son engagement et sa philosophie.
En 2017, elle publie, Accueillir l'Autre.
En 2017, elle participe au collectif, Humain en Exil
En 2022, elle publie Prévenir et Soulager, Cancer, les vertus de la médecine chinoise 
En 2024, elle publie Les sacrifiés, chez Plon, explorant l'histoire de l'Arménie à travers sa propre famille.